# Zupkó Gábor
Zupkó Gábor (1964. július 16.) magyar diplomata, 2015-től az Európai Unió magyarországi képviseletének vezetője.

## Tanulmányai
1985-ben szerzett diplomát a pécsi Pollack Mihály Műszaki Főiskolán. Az 1990-es évek első felében az Egyesült Királyságban, majd a Budapesti Corvinus Egyetemen végzett tanulmányokat, amelyek eredményeként PhD fokozatot szerzett menedzsment és üzletirányítás szakterületen.

## Munkássága
1985 és 1990 között építészmérnökként dolgozott. 1990-től Budapest XIX. kerülete önkormányzatának polgármester-helyettese, majd polgármestere volt a Fidesz képviselőjeként. 1998-tól a Postabank egyik igazgatói posztját töltötte be. 2000-ben a Külügyminisztérium gazdálkodási kérdésekkel foglalkozó helyettes államtitkára lett. 2003 és 2005 között Magyarország helsinki nagykövete volt. 2005-ben az Európai Bizottság alkalmazásába lépett Brüsszelben, ahol 2006-ban az infrastrukturális és logisztikai hivatal vezetője lett.
2015. december 1-től az Európai Bizottság budapesti képviseletének vezetője.